# Fernaldia
Fernaldia là chi thực vật có hoa trong họ Apocynaceae.